# Roger Fajardie
Roger Jean Henri Fajardie (ur. 4 września 1930 w Bourges, zm. 25 sierpnia 1987 w Souillac) – francuski polityk, samorządowiec i działacz partyjny, od 1981 do 1987 poseł do Parlamentu Europejskiego I i II kadencji.

## Życiorys
Syn Henriego i Marcelle z domu Bareiller, pochodził z rodziny robotniczej. Studiował filozofię i historię na Université de Clermont-Ferrand. Pracował krótko jako nauczyciel i dziennikarz „Le Populaire dimanche”. Kierował powiązanymi z socjalistami federacją klubów wypoczynkowych Fédération Léo-Lagrange oraz centrum informacyjnym CEDEP, działał w związku zawodowym Force ouvrière. Od 1954 należał do masońskiej loży Wielki Wschód Francji, wybierano go do jej władz. Od 1981 członek Rady Konsultacyjnej i Społecznej, publicznego organu doradczego.
Od 1958 do 1961 sekretarz narodowy młodzieżówki Jeunesses socialistes (zastąpił Pierre’a Mauroy, z którym blisko współpracował). Wstąpił do Francuskiej Sekcji Międzynarodówki Robotniczej, następnie do Partii Socjalistycznej. Należał do władz tych partii, był zastępcą sekretarza i od 1975 do 1979 sekretarzem narodowym PS, odpowiadając za przygotowanie partii do wyborów. Od 1965 do 1977 pozostawał radnym rodzinnego La Groutte, od 1982 do śmierci pełnił funkcję mera. W latach 1981–1987 był posłem do Parlamentu Europejskiego (w czerwcu 1981 zdobył mandat w miejsce Édith Cresson). Przystąpił do frakcji socjalistycznej, był przewodniczącym Delegacji ds. stosunków z Izraelem oraz wiceprzewodniczącym Komisji ds. Młodzieży, Kultury, Edukacji, Informacji i Sportu.

## Życie prywatne
Był prawdopodobnie homoseksualistą. Zmarł na zawał serca podczas podróży pociągiem.